# Heliotropium acutiflorum
Heliotropium acutiflorum är en strävbladig växtart som beskrevs av Karelin och Kirilov. Heliotropium acutiflorum ingår i Heliotropsläktet som ingår i familjen strävbladiga växter. Inga underarter finns listade i Catalogue of Life.